# Cristián IV de Dinamarca
Cristián IV de Dinamarca (Hillerød, 12 de abril de 1577-Copenhague, 28 de febrero de 1648), también llamado "el danés", fue rey de Dinamarca y de Noruega desde 1588 hasta 1648. Al mismo tiempo, fue supervisor de Hamburgo entre 1621 y 1625. Su reinado de más de 59 años, ha sido el más duradero en toda la historia escandinava. Debido a su minoría de edad, su madre, la reina Sofía de Mecklemburgo-Güstrow, fue su regente entre 1588 y 1595. 
Es uno de los principales héroes militares de su país, alcanzando gran popularidad tanto en vida como en la posteridad. Destacó por su carácter resuelto, impetuoso y ambicioso, características que resultarían trágicas para su reino. Participó en dos guerras contra Suecia y en la Guerra de los Treinta Años, con resultados negativos. Impulsó reformas administrativas y militares, y apoyó el mercantilismo en Dinamarca, colocando los cimientos de un imperio colonial. Amante de la cultura y las artes, patrocinó grandes obras arquitectónicas del Renacimiento que embellecieron las ciudades del país.

## Biografía
Cristián nació en el Castillo de Frederiksborg en 1577, siendo el mayor de los hijos varones de Federico II y Sofía de Mecklemburgo. Pequeño aún, sucedió a su padre en 1588, cuando este falleció. Alcanzó la mayoría de edad en 1596. El 30 de noviembre de 1597 se unió en matrimonio con Ana Catalina de Brandeburgo, hija de Joaquín Federico, margrave de Brandeburgo y duque de Prusia.
Su primera obra destacada al frente del gobierno fue una serie de reformas en la política interior. También trabajó intensamente en el aspecto defensivo del reino. Construyó nuevas fortalezas, bajo la dirección de ingenieros neerlandeses. La Armada Real Danesa, que en 1596 consistía de unos veintidós buques, alcanzó en 1610 la cifra de sesenta, varios de ellos eran diseños propios del rey. La constitución de un ejército nacional fue más difícil, ya que Cristián dependía de tropas procedentes en su mayor parte de la leva de campesinos de los dominios reales.

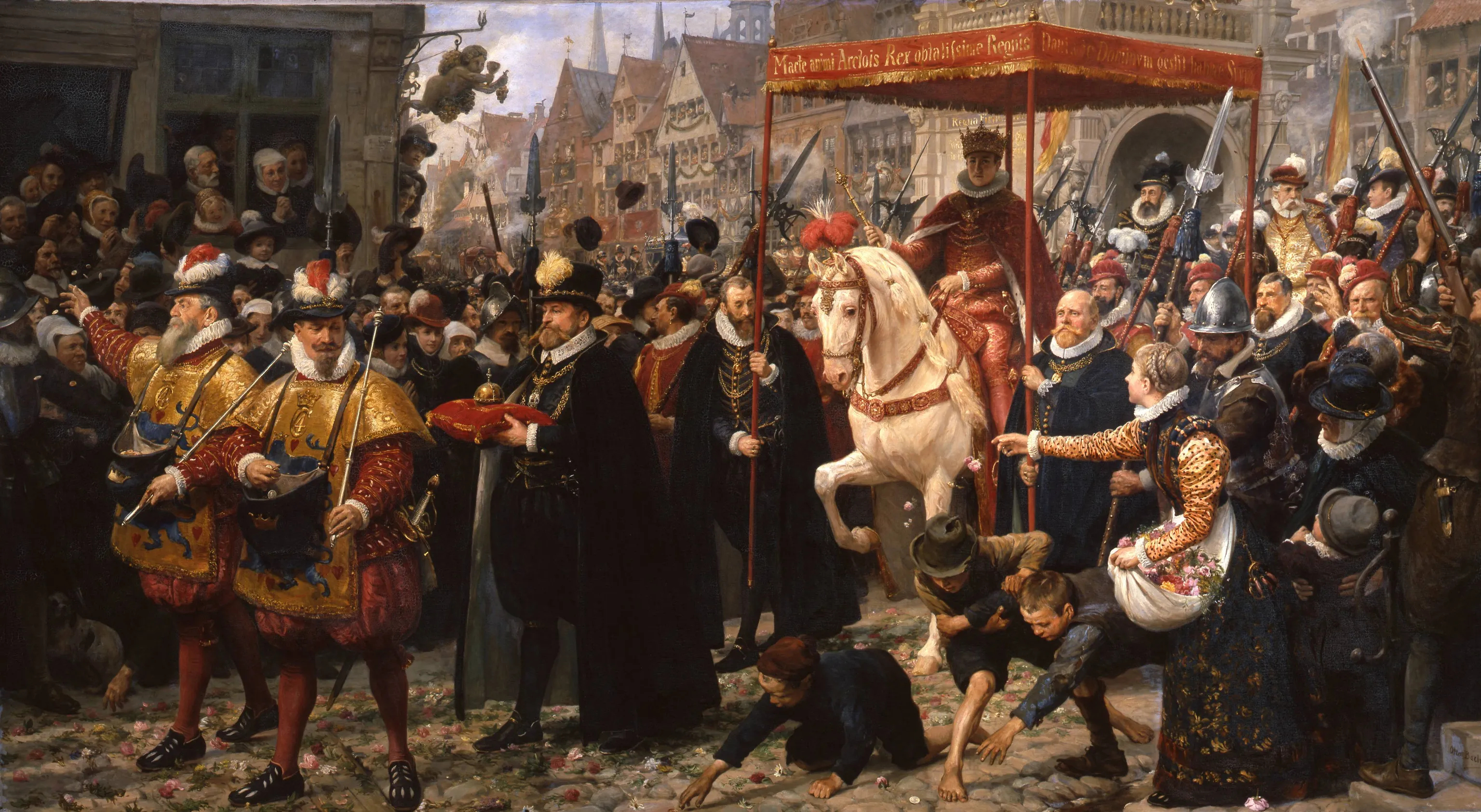
La coronación de Cristián IV. Pintura de Otto Bache (1887).

Cristián siguió una política de expansión del comercio marítimo danés, para sacar provecho del mercantilismo que imperaba en Europa en esa época. Por ello, estableció la primera colonia danesa en Trankebar, en la costa meridional de la India y creó la concesión de la Compañía Danesa de las Indias Orientales, que en gran medida constituiría el inicio del Imperio colonial danés.

## La Guerra de Kalmar
Lograda la reorganización del ejército, tuvo su primera experiencia bélica, que le resultaría favorable. Emprendió en 1611 una guerra contra Suecia, conocida como la Guerra de Kalmar, ya que la operación principal fue la ocupación danesa del puerto de Kalmar. Cristián consiguió que el rey sueco Gustavo II Adolfo cumpliera con las condiciones de la Paz de Knäred (1613), entre ellas el pago de un millón de riksdal por concepto de daños de guerra.
Concluida la guerra con Suecia, fijó su atención en Alemania. Sus objetivos eran principalmente dos: primero, obtener el control de los grandes ríos alemanes -el Elba y el Weser- como un medio para asegurar el dominio danés en los mares boreales, y segundo, obtener los territorios secularizados de los obispados de Bremen y Verden como herencia para sus hijos menores.
Hábilmente aprovechó la alarma de los príncipes protestantes alemanes tras la Batalla de la Montaña Blanca en 1620 para asegurar a su hijo Federico como coadjutor de la Diócesis de Bremen en septiembre de 1621. Un arreglo similar fue alcanzado en noviembre en la Díócesis de Verden. Hamburgo tuvo que reconocer, por el pacto de Steinburg (julio de 1621), la soberanía danesa sobre el Holstein.

## La Guerra de los Treinta Años
El poder creciente de los católicos en el norte de Alemania después de 1623 invitaba a Cristián a inmiscuirse en la Guerra de los Treinta Años. Por un tiempo, se mantuvo al margen, pero las alarmantes llamadas de auxilio de los protestantes y sobre todo, el temor de que Gustavo II Adolfo de Suecia lo suplantara como el campeón de la causa protestante, lo llevó a entrar en guerra contra las fuerzas combinadas del emperador y la Liga Católica, sin que contara con una garantía de cooperación en tierras alemanas.
El 9 de mayo de 1625 Cristián abandonó Dinamarca para dirigirse al frente en Alemania. Tenía a su disposición entre 19 000 y 25 000 hombres. Al principio tuvo algunos éxitos, pero el 27 de agosto de 1626 fue derrotado estrepitosamente por Johann Tserclaes en Lutter-am-Barenberge, y en el verano de 1627 los católicos, encabezados por Tilly y Albrecht von Wallenstein, invadieron Dinamarca, desolando y ocupando los ducados de Schleswig y Holstein y toda la península de Jutlandia. Ante la grave situación, Cristián pactó una alianza con su antiguo enemigo Gustavo II Adolfo de Suecia el 1 de enero de 1628. Gustavo Adolfo se comprometió a ayudar a Dinamarca con una flota y poco tiempo después, un ejército y una flota dano-suecos obligaron a Wallenstein a levantar el sitio de Stralsund. La posesión de una armada superior evitó que Dinamarca sufriera peores dificultades, y en mayo de 1629 Cristián pudo concluir una paz con el emperador en Lübeck, sin ninguna pérdida territorial.

## Intrigas
Tras la guerra, Cristián IV padeció no sólo el fracaso político, sino también el familiar. En 1628 se descubrió una intriga escandalosa en relación con su segunda esposa, Kirsten Munk, que había iniciado una relación adúltera con el oficial Ulrik von Grieske (1593-1647). Ante las acusaciones y la salida de Kirsten de la residencia real, ella destapó un nuevo escándalo: la relación de una de sus sirvientas, Vibeke Kruse, con el rey. En enero de 1630 la ruptura en el matrimonio fue definitiva, y Kirsten se retiró a sus posesiones de Jutlandia. Cristián aceptó públicamente su relación con Vibeke, manteniéndola abiertamente como su amante, con quien tuvo dos hijos. Los hijos de Vibeke se convirtieron en los enemigos naturales de los hijos de Kirsten.
Entre 1629 y 1643 Cristián ganó nuevamente popularidad e influencia. En ese periodo obtuvo nuevamente el control de la política exterior y de las cuotas de peaje del Oresund.

## Nueva guerra contra Suecia

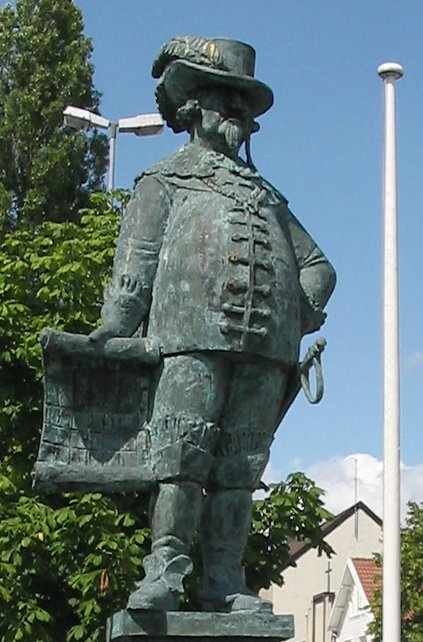
Estatua de Cristián IV, en Kristiansand, Noruega.

Incluso en el momento más bajo de sus infortunios, Cristián nunca perdió las esperanzas de recuperar su poder. Nunca se reconcilió con Suecia, su enemigo más peligroso, pero tampoco se encargó de tejer las alianzas necesarias para proteger sus posesiones del peligro sueco. Sirvió de mediador a favor del emperador tras la muerte de Gustavo II Adolfo en 1632, y a través de ello intentó minimizar la influencia sueca en Alemania, con escasas ventajas para Dinamarca. Su política de confrontación en Escandinavia irritó al parlamento sueco, y una nueva guerra sueco-danesa pronto fue sólo cuestión de tiempo. En la primavera de 1643 parecía que ese tiempo había llegado.
Gracias a sus conquistas en la Guerra de los Treinta Años, los suecos podían atacar a Dinamarca desde el sur como desde el oriente. Suecia mantenía además un pacto con los Países Bajos, lo que servía de contrapeso a la superioridad danesa en el mar. En mayo, El Consejo sueco decidió inclinarse por la guerra. El 12 de diciembre de 1643 el mariscal sueco Lennart Torstensson avanzó desde Bohemia, cruzó la frontera sur de Dinamarca, y a finales de enero de 1644 tenía en su poder toda la península de Jutlandia. El ataque, hábil y rápido, paralizó a Dinamarca, pero su gravedad hizo que Cristián trabajara arduamente en la defensa de su reino.
A sus sesenta y seis años, el rey danés demostró una energía inagotable. Trabajó noche y día para organizar al ejército y equipar a la armada. Afortunadamente para él, el gobierno sueco retrasó las hostilidades en Escania, la parte oriental de Dinamarca, hasta febrero de 1644, de modo que los daneses pudieron preparar la defensa y salvar la importante plaza fuerte de Malmö.
Torstensson no pudo cruzar de Jutlandia a la isla de Fionia, en espera de una flota neerlandesa, que fue destruida por la armada danesa entre las islas de Sylt y Rømø. Un nuevo intento para transportar al ejército de Torstensson a las islas danesas fue frustrado por Cristián IV en persona el 1 de julio de 1644. Las dos flotas enemigas se encontraron al sureste de la bahía de Kiel, y el soberano danés demostró un heroísmo que aun en la actualidad es loado por el pueblo danés. Cristián se hallaba en la cubierta del Trefoldigheten (Trinidad) y un cañón junto a él explotó por una bala sueca; las astillas de 
madera y metal se encajaron en el cuerpo del rey, cegándolo de un ojo y arrojándolo al piso. Inmediatamente se puso de pie y continuó dirigiendo la batalla hasta el final de ésta. La flota danesa mostró su superioridad en la batalla, acorralando a la sueca en la bahía de Kiel; sin embargo, los suecos pudieron escapar.
A finales de septiembre, la armada danesa fue aniquilada por las fuerzas combinadas de suecos y neerlandeses entre Fehmarn y Lolland. Agotada la capacidad militar de Dinamarca, Cristián se vio obligado aceptar la mediación de Francia y las Provincias Unidas. La paz fue firmada en Brömsebro el 8 de febrero de 1645. Dinamarca cedió a Suecia las islas de Gotland y Saaremaa y, por treinta años, la provincia de Halland, mientras que Noruega cedió las provincias de Jämtland y Härjedalen.

## Últimos años y legado

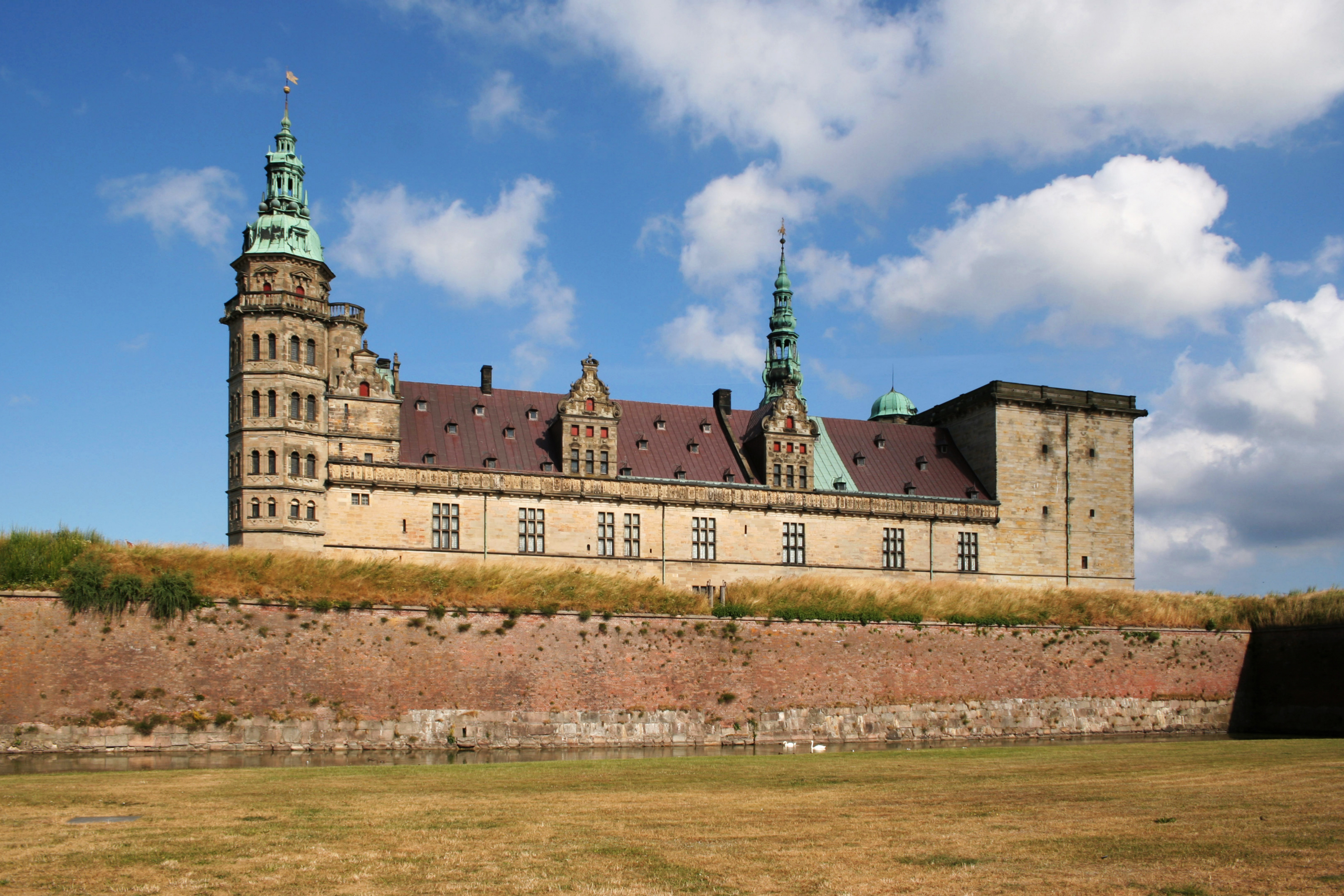
Castillo de Kronborg.

Los últimos años de su vida fueron empañados por fuertes diferencias con sus yernos, en especial con el más ambicioso de ellos, Corfitz Ulfeldt. El 21 de febrero de 1648, por su propia voluntad, fue trasladado a Copenhague, donde murió una semana después. Fue sepultado en la Catedral de Roskilde.
Hablaba, además de su idioma madre, alemán, latín, francés e italiano. Sus biógrafos lo consideran un hombre alegre y hospitalario, al que le gustaba la vida social. Su carácter era también irritable, apasionado, valeroso y con un fuerte sentido del deber. Al final de su tormentosa vida cosechó los frutos de su carencia de autocontrol.
Fundó un gran número de pueblos y ciudades, muchos de los cuales fueron nombrados en su honor: en Dinamarca Christianshavn, Christianstad y Christianopel. Christianía (actual Oslo, refundada después de que la ciudad vieja fue destruida por un incendio), Christianssand y Konningsberg en Noruega. Glückstadt (fundada como rival de Hamburgo) en Holstein, y Kobbermølle en Schleswig. Los asentamientos urbanos eran diseñados de acuerdo a los ideales del Renacimiento, con las calles en ángulo recto entre sí.

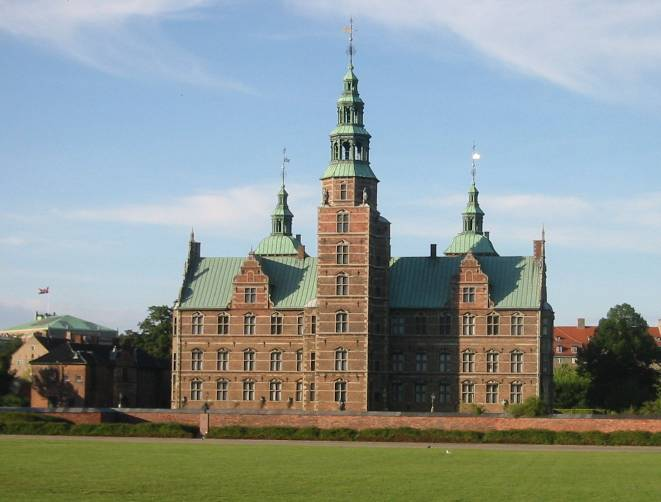
Castillo de Rosenborg, en Copenhague.

En Copenhague edificó muchos edificios renacentistas, como Børsen, la iglesia de Holmen, el castillo de Rosenborg, la fortaleza Kastellet, y la Rundetårn, que sirvió como observatorio. Remodeló el Castillo de Frederiksborg en un suntuoso palacio renacentista, y Kronborg como fortaleza.
Fundó la Compañía Danesa de las Indias Orientales, inspirado en la Compañía Holandesa. Es la figura central del himno real danés, Kong Kristian.

## Familia
No se sabe a ciencia cierta cuántos hijos tuvo, pero se sabe de la existencia de 21.
Se casó en 1597 con Ana Catalina de Brandeburgo. Con ella tuvo seis hijos:
- Federico (1599).
- Cristián (1603-1647).
- Sofía (1605).
- Isabel (1606-1608).
- Federico III (1609-1670). Rey de Dinamarca y Noruega.
- Ulrico (1611-1633).

Estando aún casado, tuvo una primera amante, Kirsten Madsdatter, con quien tuvo un hijo ilegítimo:
- Christian Ulrik Gyldenløve (1611-1640).

Con Karen Andersdatter, una segunda amante, tuvo dos hijos más:
- Dorothea Elisabeth Christiansdatter(1613-1615).
- Hans Ulrik Gyldenløve (1615-1645).

Con su amante Kirsten Munk contrajo matrimonio morganático en 1615. Con ella tuvo diez hijos:
- Anne Cahthrine Christiansdatter (1618-1633).
- Sophie Elisabeth Christiansdatter (1619-1657).
- Leonora Christina Christiansdatter (1621-1698).
- Valdemar Cristián (1622-1656).
- Elisabeth Augusta Christiansdatter (1623-1677).
- Frederik Christian (1625-1627).
- Christiane Christiansdatter (1626-1670).
- Hedevig Christiansdatter (1626-1678).
- Marie Cathrine Christiansdatter (1628).
- Dorothea Elisabeth Christiansdatter (1629-1687).

Con Vibeke Kruse tuvo dos hijos reconocidos, aunque posiblemente hubo más:
- Ulrik Christian Gyldenløve (1630-1658).
- Elisabeth Sofie Christiansdatter (1633-1654).

## Ancestros
|  |                                                |  |  |  |  |  |  |  |  |  |  |  |  |  |  |  |
|  | 16. Cristián I de Dinamarca                    |  |  |  |  |  |  |  |  |  |  |  |  |  |  |  |
|  |                                                |  |  |  |  |  |  |  |  |  |  |  |  |  |  |  |
|  |                                                |  |  |  |  |  |  |  |  |  |  |  |  |  |  |  |
|  | 8. Federico I de Dinamarca                     |  |  |  |  |  |  |  |  |  |  |  |  |  |  |  |
|  |                                                |  |  |  |  |  |  |  |  |  |  |  |  |  |  |  |
|  |                                                |  |  |  |  |  |  |  |  |  |  |  |  |  |  |  |
|  | 17. Dorotea de Brandeburgo                     |  |  |  |  |  |  |  |  |  |  |  |  |  |  |  |
|  |                                                |  |  |  |  |  |  |  |  |  |  |  |  |  |  |  |
|  |                                                |  |  |  |  |  |  |  |  |  |  |  |  |  |  |  |
|  | 4. Cristián III de Dinamarca                   |  |  |  |  |  |  |  |  |  |  |  |  |  |  |  |
|  |                                                |  |  |  |  |  |  |  |  |  |  |  |  |  |  |  |
|  |                                                |  |  |  |  |  |  |  |  |  |  |  |  |  |  |  |
|  | 18. Juan Cicerón de Brandeburgo                |  |  |  |  |  |  |  |  |  |  |  |  |  |  |  |
|  |                                                |  |  |  |  |  |  |  |  |  |  |  |  |  |  |  |
|  |                                                |  |  |  |  |  |  |  |  |  |  |  |  |  |  |  |
|  | 9. Ana de Brandeburgo                          |  |  |  |  |  |  |  |  |  |  |  |  |  |  |  |
|  |                                                |  |  |  |  |  |  |  |  |  |  |  |  |  |  |  |
|  |                                                |  |  |  |  |  |  |  |  |  |  |  |  |  |  |  |
|  | 19. Margarita de Sajonia                       |  |  |  |  |  |  |  |  |  |  |  |  |  |  |  |
|  |                                                |  |  |  |  |  |  |  |  |  |  |  |  |  |  |  |
|  |                                                |  |  |  |  |  |  |  |  |  |  |  |  |  |  |  |
|  | 2. Federico II de Dinamarca                    |  |  |  |  |  |  |  |  |  |  |  |  |  |  |  |
|  |                                                |  |  |  |  |  |  |  |  |  |  |  |  |  |  |  |
|  |                                                |  |  |  |  |  |  |  |  |  |  |  |  |  |  |  |
|  | 20. Juan V de Sajonia-Lauemburgo               |  |  |  |  |  |  |  |  |  |  |  |  |  |  |  |
|  |                                                |  |  |  |  |  |  |  |  |  |  |  |  |  |  |  |
|  |                                                |  |  |  |  |  |  |  |  |  |  |  |  |  |  |  |
|  | 10. Magnus I de Sajonia-Lauemburgo             |  |  |  |  |  |  |  |  |  |  |  |  |  |  |  |
|  |                                                |  |  |  |  |  |  |  |  |  |  |  |  |  |  |  |
|  |                                                |  |  |  |  |  |  |  |  |  |  |  |  |  |  |  |
|  | 21. Dorotea de Brandeburgo (diferente a la 17) |  |  |  |  |  |  |  |  |  |  |  |  |  |  |  |
|  |                                                |  |  |  |  |  |  |  |  |  |  |  |  |  |  |  |
|  |                                                |  |  |  |  |  |  |  |  |  |  |  |  |  |  |  |
|  | 5. Dorotea de Sajonia-Lauemburgo               |  |  |  |  |  |  |  |  |  |  |  |  |  |  |  |
|  |                                                |  |  |  |  |  |  |  |  |  |  |  |  |  |  |  |
|  |                                                |  |  |  |  |  |  |  |  |  |  |  |  |  |  |  |
|  | 22. Enrique IV de Brunswick-Lüneburg           |  |  |  |  |  |  |  |  |  |  |  |  |  |  |  |
|  |                                                |  |  |  |  |  |  |  |  |  |  |  |  |  |  |  |
|  |                                                |  |  |  |  |  |  |  |  |  |  |  |  |  |  |  |
|  | 11. Catalina de Brunswick-Wolfenbüttel         |  |  |  |  |  |  |  |  |  |  |  |  |  |  |  |
|  |                                                |  |  |  |  |  |  |  |  |  |  |  |  |  |  |  |
|  |                                                |  |  |  |  |  |  |  |  |  |  |  |  |  |  |  |
|  | 23. Catalina de Pomerania-Wolgast              |  |  |  |  |  |  |  |  |  |  |  |  |  |  |  |
|  |                                                |  |  |  |  |  |  |  |  |  |  |  |  |  |  |  |
|  |                                                |  |  |  |  |  |  |  |  |  |  |  |  |  |  |  |
|  | 1. Cristián IV de Dinamarca                    |  |  |  |  |  |  |  |  |  |  |  |  |  |  |  |
|  |                                                |  |  |  |  |  |  |  |  |  |  |  |  |  |  |  |
|  |                                                |  |  |  |  |  |  |  |  |  |  |  |  |  |  |  |
|  | 24. Magnus II de Mecklemburgo-Schwerin-Güstrow |  |  |  |  |  |  |  |  |  |  |  |  |  |  |  |
|  |                                                |  |  |  |  |  |  |  |  |  |  |  |  |  |  |  |
|  |                                                |  |  |  |  |  |  |  |  |  |  |  |  |  |  |  |
|  | 12. Alberto VII de Mecklemburgo-Güstrow        |  |  |  |  |  |  |  |  |  |  |  |  |  |  |  |
|  |                                                |  |  |  |  |  |  |  |  |  |  |  |  |  |  |  |
|  |                                                |  |  |  |  |  |  |  |  |  |  |  |  |  |  |  |
|  | 25. Sofía de Pomerania-Wolgast                 |  |  |  |  |  |  |  |  |  |  |  |  |  |  |  |
|  |                                                |  |  |  |  |  |  |  |  |  |  |  |  |  |  |  |
|  |                                                |  |  |  |  |  |  |  |  |  |  |  |  |  |  |  |
|  | 6. Ulrico III de Mecklemburgo-Güstrow          |  |  |  |  |  |  |  |  |  |  |  |  |  |  |  |
|  |                                                |  |  |  |  |  |  |  |  |  |  |  |  |  |  |  |
|  |                                                |  |  |  |  |  |  |  |  |  |  |  |  |  |  |  |
|  | 26. Joaquín I de Brandenburgo                  |  |  |  |  |  |  |  |  |  |  |  |  |  |  |  |
|  |                                                |  |  |  |  |  |  |  |  |  |  |  |  |  |  |  |
|  |                                                |  |  |  |  |  |  |  |  |  |  |  |  |  |  |  |
|  | 13. Ana de Brandeburgo (diferente a la 9)      |  |  |  |  |  |  |  |  |  |  |  |  |  |  |  |
|  |                                                |  |  |  |  |  |  |  |  |  |  |  |  |  |  |  |
|  |                                                |  |  |  |  |  |  |  |  |  |  |  |  |  |  |  |
|  | 27. Isabel de Dinamarca                        |  |  |  |  |  |  |  |  |  |  |  |  |  |  |  |
|  |                                                |  |  |  |  |  |  |  |  |  |  |  |  |  |  |  |
|  |                                                |  |  |  |  |  |  |  |  |  |  |  |  |  |  |  |
|  | 3. Sofía de Mecklemburgo-Güstrow               |  |  |  |  |  |  |  |  |  |  |  |  |  |  |  |
|  |                                                |  |  |  |  |  |  |  |  |  |  |  |  |  |  |  |
|  |                                                |  |  |  |  |  |  |  |  |  |  |  |  |  |  |  |
|  | 28. Cristián I de Dinamarca (= 16.)            |  |  |  |  |  |  |  |  |  |  |  |  |  |  |  |
|  |                                                |  |  |  |  |  |  |  |  |  |  |  |  |  |  |  |
|  |                                                |  |  |  |  |  |  |  |  |  |  |  |  |  |  |  |
|  | 14. Federico I de Dinamarca ( =8.)             |  |  |  |  |  |  |  |  |  |  |  |  |  |  |  |
|  |                                                |  |  |  |  |  |  |  |  |  |  |  |  |  |  |  |
|  |                                                |  |  |  |  |  |  |  |  |  |  |  |  |  |  |  |
|  | 29. Dorotea de Brandeburgo (= 17.)             |  |  |  |  |  |  |  |  |  |  |  |  |  |  |  |
|  |                                                |  |  |  |  |  |  |  |  |  |  |  |  |  |  |  |
|  |                                                |  |  |  |  |  |  |  |  |  |  |  |  |  |  |  |
|  | 7. Isabel de Dinamarca                         |  |  |  |  |  |  |  |  |  |  |  |  |  |  |  |
|  |                                                |  |  |  |  |  |  |  |  |  |  |  |  |  |  |  |
|  |                                                |  |  |  |  |  |  |  |  |  |  |  |  |  |  |  |
|  | 30. Boleslao X de Pomerania                    |  |  |  |  |  |  |  |  |  |  |  |  |  |  |  |
|  |                                                |  |  |  |  |  |  |  |  |  |  |  |  |  |  |  |
|  |                                                |  |  |  |  |  |  |  |  |  |  |  |  |  |  |  |
|  | 15. Sofía de Pomerania                         |  |  |  |  |  |  |  |  |  |  |  |  |  |  |  |
|  |                                                |  |  |  |  |  |  |  |  |  |  |  |  |  |  |  |
|  |                                                |  |  |  |  |  |  |  |  |  |  |  |  |  |  |  |
|  | 31. Ana de Polonia                             |  |  |  |  |  |  |  |  |  |  |  |  |  |  |  |
|  |                                                |  |  |  |  |  |  |  |  |  |  |  |  |  |  |  |
|  |                                                |  |  |  |  |  |  |  |  |  |  |  |  |  |  |  |

| Predecesor: Federico II | Rey de Dinamarca y de Noruega 1588 - 1648 | Sucesor: Federico III |